# Zdenčac
Zdenčac falu Horvátországban Belovár-Bilogora megyében. Közigazgatásilag Gerzencéhez tartozik.

## Fekvése
Belovártól légvonalban 33, közúton 44 km-re délre, községközpontjától légvonalban 5, közúton 6 km-re északra, a Monoszlói-hegység keleti lejtőin, a 45-ös számú főút mentén Garešnički Brestovac és Palešnik között, a Velika és Mala Radmilovača- (más néven Zdenčac) patakok partján fekszik.

## Története
A település területén már a középkorban is éltek emberek. Ezt igazolják a Krljanuše és a Paljevine nevű régészeti lelőhelyeken előkerült leletek. A térséget a 16. század közepén szállta meg a török. A lakosság legnagyobb része az ország biztonságosabb részeire menekült, másokat rabságba hurcoltak. Ezután ez a vidék mintegy száz évre lakatlanná vált. A török uralom után a területre a 17. századtól folyamatosan telepítették be a keresztény lakosságot. 1774-ben az első katonai felmérés térképén a falu „Dorf Zdenchacz” néven szerepel. A Horvát határőrvidék részeként a Kőrösi ezredhez tartozott. Lipszky János 1808-ban Budán kiadott repertóriumában „Zdenchecz” néven találjuk.  
Nagy Lajos 1829-ben kiadott művében ugyancsak „Zdenchecz” néven 22 házzal és 123 katolikus vallású lakossal találjuk.
A katonai közigazgatás megszüntetése után Magyar Királyságon belül Horvátország része, Belovár-Kőrös vármegye Garesnicai járásának része lett. A településnek 1857-ben 317,1910-ben 445 lakosa volt. Az 1910-es népszámlálás szerint lakosságának 71%-a horvát, 16%-a szerb, 9%-a magyar anyanyelvű volt. 1918-ban az új szerb-horvát-szlovén állam, majd később Jugoszlávia része lett. 1941 és 1945 között a németbarát Független Horvát Államhoz, majd a háború után a szocialista Jugoszláviához tartozott. A háború után a fiatalok elvándorlása miatt lakossága folyamatosan csökkent. 1991-től a független Horvátország része. 1991-ben lakosságának 82%-a horvát, 6%-a szerb, 4%-a cseh, 3%-a magyar nemzetiségű volt. A délszláv háború idején mindvégig horvát kézen maradt. 2011-ben a településnek 441 lakosa volt.

## Lakossága
| Lakosság változása | Lakosság változása | Lakosság változása | Lakosság változása | Lakosság változása | Lakosság változása | Lakosság változása | Lakosság változása | Lakosság változása | Lakosság változása | Lakosság változása | Lakosság változása | Lakosság változása | Lakosság változása | Lakosság változása | Lakosság változása |
| ------------------ | ------------------ | ------------------ | ------------------ | ------------------ | ------------------ | ------------------ | ------------------ | ------------------ | ------------------ | ------------------ | ------------------ | ------------------ | ------------------ | ------------------ | ------------------ |
| 1857               | 1869               | 1880               | 1890               | 1900               | 1910               | 1921               | 1931               | 1948               | 1953               | 1961               | 1971               | 1981               | 1991               | 2001               | 2011               |
| 317                | 265                | 263                | 349                | 411                | 445                | 489                | 570                | 604                | 597                | 596                | 513                | 514                | 469                | 495                | 441                |

## Nevezetességei
Szent Flórián tiszteletére szentelt római katolikus kápolnája.